# Pachysphinx
Pachysphinx là một chi bướm đêm thuộc họ Sphingidae.

## Các loài
- Pachysphinx modesta - (Harris 1839)
- Pachysphinx occidentalis - (Edwards 1875)
- Pachysphinx peninsularis - Cary, 1963

## Hình ảnh

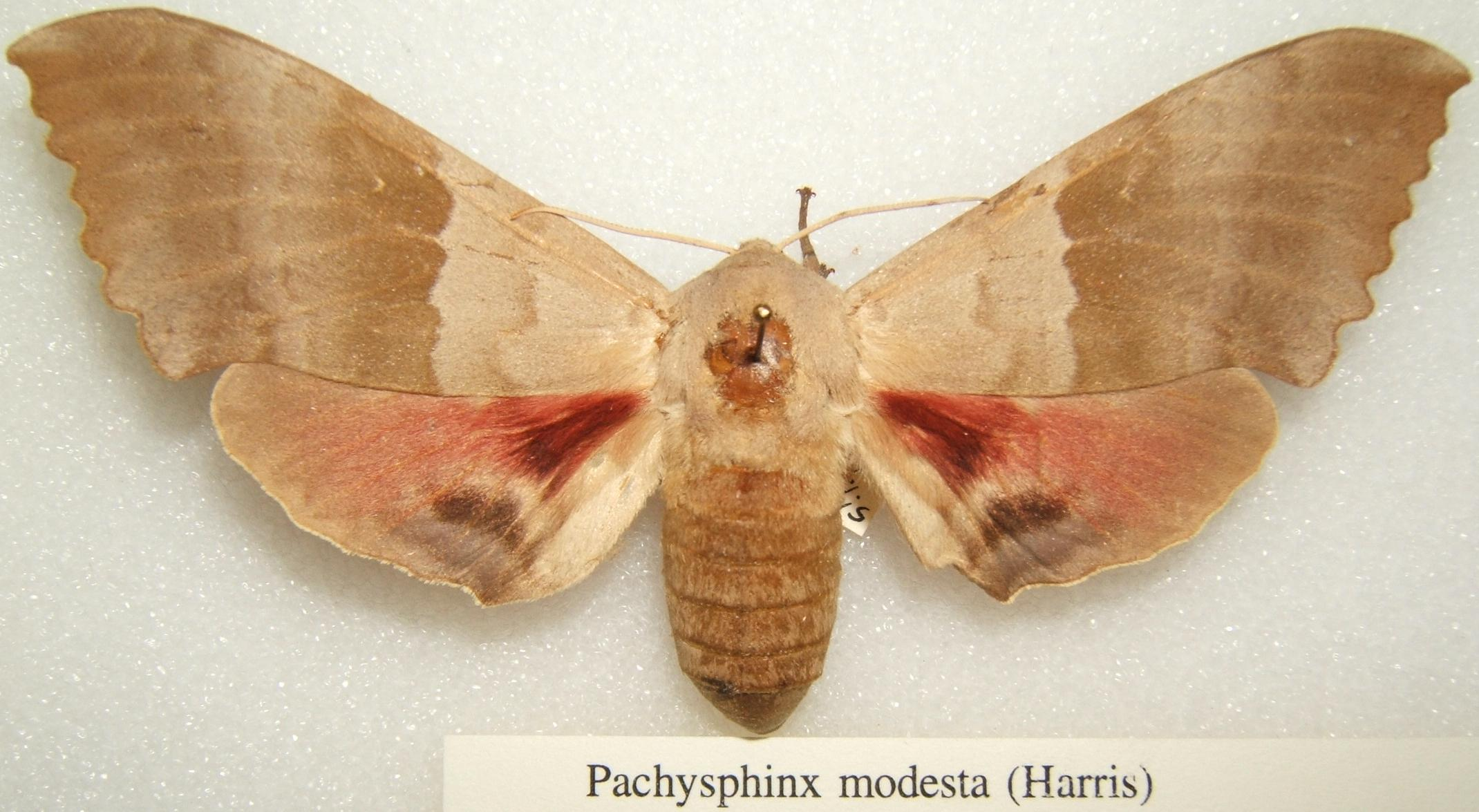